# Asasin
Asasini (iz arapske riječi hašišin - predani hašišu) je izraz za atentatora koji su Europom proširili Marko Polo i ljetopisci križarskih ratova. Prvenstveno označuje militantnu sektu, ismaelite nizaritske grane, koji su bili ukopani u svojim orlovskim gnijezdima u Siriji a osobito u neosvojivim tvrđavama u blizini Kaspijskog mora u Iranu. Najpoznatija je tvrđava Alamut. 
Poznati alamutski asasini su bili vrlo opasne ubojice, koji su prijetili sunitskima vođama jer su bili prijetnja šijitima. 
Među glavnim žrtvama ismaelitskih asasina bili su:
- abasidski kalif Al Mustaršid
- perzijski veliki vezir u seldžučkoj službi Nizam al-Mulk
- križarski vođa Konrad Monferatski